# One Night
"One Night" is een nummer van de Amerikaanse zanger Smiley Lewis. In 1956 werd het uitgebracht als single. In 1957 nam Elvis Presley een cover op van het nummer, dat in 1958 werd uitgebracht als single.

## Achtergrond
"One Night" is geschreven door Dave Bartholomew en zijn vrouw Pearl King. Het is oorspronkelijk opgenomen door Smiley Lewis voor Imperial Records. Deze versie wordt soms "One Night of Sin" genoemd, verwijzend naar de originele tekst van het nummer. Zijn versie bereikte de elfde plaats in de Amerikaanse r&b-lijsten.
Op 18 januari 1957 nam Elvis Presley een versie van "One Night" op met de originele tekst, maar deze werd pas in 1983 voor het eerst uitgebracht. Zowel de manager als het platenlabel van Presley hadden bedenkingen over de suggestieve tekst. Presley gaf echter niet op en hij bleef het spelen tijdens de opnamen van zijn film Loving You, en herschreef uiteindelijk de regels waarvan hij vond dat deze te suggestief waren. Zo veranderde hij "One night of sin is what I'm now paying for" naar "One night with you is what I'm now praying for". Op de versie van Presley wordt naast Bartholomew en King ook Anita Steinman als schrijver genoemd.
Op 23 februari 1957 nam Presley de nieuwe versie van "One Night" op, die wel door zijn platenlabel werd geaccepteerd. Op het nummer zijn de volgende muzikanten te horen:
- Elvis Presley, gitaar, zang
- Scotty Moore, gitaar
- Bill Black, basgitaar
- D.J. Fontana, drums
- Dudley Brooks, piano
- The Jordanaires, achtergrondzang

Pas in oktober 1958, toen Presley in militaire dienst was, werd "One Night" uitgebracht als single als dubbele A-kant met "I Got Stung". In de Amerikaanse Billboard Hot 100 kwam het tot de vierde plaats, maar in het Verenigd Koninkrijk, Canada en Ierland werd het een nummer 1-hit. In Nederland bestond de Top 40 nog niet, maar werd wel de achtste plaats bereikt in de Muziek-Parade-lijst, die maandelijks werd gepubliceerd als voorganger van de Tijd voor Teenagers Top 10. In Vlaanderen werd de negende plaats in de voorganger van de Ultratop 50 gehaald. In 2005 behaalde het nummer opnieuw enkele hitlijsten nadat het werd uitgebracht als onderdeel van een campagne waarbij alle Britse nummer 1-hits van Presley een heruitgave kregen. In het Verenigd Koninkrijk werd het opnieuw een nummer 1-hit, terwijl in Nederland de zestiende plaats in de Single Top 100 en de dertigste plaats in de Top 40 werd gehaald.
"One Night" werd door nog een aantal andere artiesten gecoverd, waaronder Corinne Bailey Rae, Joe Cocker, Billy Ray Cyrus, Glenn Danzig, Fats Domino, Arlo Guthrie, Mud (plaats 32 in het Verenigd Koninkrijk, plaats 31 in Nederland) en Jeannie Riley.

## Hitnoteringen

### Elvis Presley

#### Nederlandse Top 40
| Hitnotering: 22-01-2005 t/m 29-01-2005 | Hitnotering: 22-01-2005 t/m 29-01-2005 | Hitnotering: 22-01-2005 t/m 29-01-2005 | Hitnotering: 22-01-2005 t/m 29-01-2005 |
| Week                                   | 1                                      | 2                                      |                                        |
| -------------------------------------- | -------------------------------------- | -------------------------------------- | -------------------------------------- |
| Positie                                | 30                                     | 37                                     | uit                                    |

#### Muziek-Parade /Single Top 100
- De noteringen uit 1959 hebben een lengte van een maand, de noteringen uit 2005 hebben een lengte van een week.

| Hitnotering week 1 t/m 4: 03-1959 t/m 06-1959 Hitnotering week 5 t/m 8: 15-01-2005 t/m 05-02-2005 | Hitnotering week 1 t/m 4: 03-1959 t/m 06-1959 Hitnotering week 5 t/m 8: 15-01-2005 t/m 05-02-2005 | Hitnotering week 1 t/m 4: 03-1959 t/m 06-1959 Hitnotering week 5 t/m 8: 15-01-2005 t/m 05-02-2005 | Hitnotering week 1 t/m 4: 03-1959 t/m 06-1959 Hitnotering week 5 t/m 8: 15-01-2005 t/m 05-02-2005 | Hitnotering week 1 t/m 4: 03-1959 t/m 06-1959 Hitnotering week 5 t/m 8: 15-01-2005 t/m 05-02-2005 | Hitnotering week 1 t/m 4: 03-1959 t/m 06-1959 Hitnotering week 5 t/m 8: 15-01-2005 t/m 05-02-2005 | Hitnotering week 1 t/m 4: 03-1959 t/m 06-1959 Hitnotering week 5 t/m 8: 15-01-2005 t/m 05-02-2005 | Hitnotering week 1 t/m 4: 03-1959 t/m 06-1959 Hitnotering week 5 t/m 8: 15-01-2005 t/m 05-02-2005 | Hitnotering week 1 t/m 4: 03-1959 t/m 06-1959 Hitnotering week 5 t/m 8: 15-01-2005 t/m 05-02-2005 | Hitnotering week 1 t/m 4: 03-1959 t/m 06-1959 Hitnotering week 5 t/m 8: 15-01-2005 t/m 05-02-2005 | Hitnotering week 1 t/m 4: 03-1959 t/m 06-1959 Hitnotering week 5 t/m 8: 15-01-2005 t/m 05-02-2005 |
| Week                                                                                              | 1                                                                                                 | 2                                                                                                 | 3                                                                                                 | 4                                                                                                 |                                                                                                   | 5                                                                                                 | 6                                                                                                 | 7                                                                                                 | 8                                                                                                 |                                                                                                   |
| ------------------------------------------------------------------------------------------------- | ------------------------------------------------------------------------------------------------- | ------------------------------------------------------------------------------------------------- | ------------------------------------------------------------------------------------------------- | ------------------------------------------------------------------------------------------------- | ------------------------------------------------------------------------------------------------- | ------------------------------------------------------------------------------------------------- | ------------------------------------------------------------------------------------------------- | ------------------------------------------------------------------------------------------------- | ------------------------------------------------------------------------------------------------- | ------------------------------------------------------------------------------------------------- |
| Positie                                                                                           | 8                                                                                                 | 8                                                                                                 | 11                                                                                                | 14                                                                                                | uit                                                                                               | 18                                                                                                | 16                                                                                                | 33                                                                                                | 91                                                                                                | uit                                                                                               |

#### NPO Radio 2 Top 2000
| Nummer met noteringen in de NPO Radio 2 Top 2000 | '99 | '00 | '01  | '02  | '03 | '04 | '05 | '06 | '07 | '08 | '09  | '10  | '11  | '12  | '13  | '14  | '15  |
| ------------------------------------------------ | --- | --- | ---- | ---- | --- | --- | --- | --- | --- | --- | ---- | ---- | ---- | ---- | ---- | ---- | ---- |
| One Night                                        | 622 | -   | 1264 | 1113 | 784 | 962 | 743 | 778 | 974 | 847 | 1033 | 1299 | 1679 | 1613 | 1813 | 1874 | 1912 |

1. ↑  Een '-' betekent dat het nummer niet was genoteerd en een vetgedrukt getal geeft de hoogste notering aan.
2. ↑  Deze tabel is bijgewerkt tot en met de laatste editie (2024).

#### Evergreen Top 1000
| Evergreen Top 1000 | Evergreen Top 1000 | Evergreen Top 1000 | Evergreen Top 1000 | Evergreen Top 1000 | Evergreen Top 1000 | Evergreen Top 1000 | Evergreen Top 1000 | Evergreen Top 1000 | Evergreen Top 1000 | Evergreen Top 1000 | Evergreen Top 1000 | Evergreen Top 1000 | Evergreen Top 1000 | Evergreen Top 1000 | Evergreen Top 1000 |
| Jaar               | 2008               | 2009               | 2010               | 2011               | 2012               | 2013               | 2014               | 2015               | 2016               | 2017               | 2018               | 2019               | 2020               | 2021               | 2022               |
| ------------------ | ------------------ | ------------------ | ------------------ | ------------------ | ------------------ | ------------------ | ------------------ | ------------------ | ------------------ | ------------------ | ------------------ | ------------------ | ------------------ | ------------------ | ------------------ |
| Positie            | 142                | 163                | 80                 | 103                | 174                | 155                | 201                | 154                | 219                | 274                | 322                | 361                | 493                | 650                | 580                |

### Mud

#### Nederlandse Top 40
| Hitnotering: 23-08-1975 t/m 06-09-1975 | Hitnotering: 23-08-1975 t/m 06-09-1975 | Hitnotering: 23-08-1975 t/m 06-09-1975 | Hitnotering: 23-08-1975 t/m 06-09-1975 | Hitnotering: 23-08-1975 t/m 06-09-1975 |
| Week                                   | 1                                      | 2                                      | 3                                      |                                        |
| -------------------------------------- | -------------------------------------- | -------------------------------------- | -------------------------------------- | -------------------------------------- |
| Positie                                | 31                                     | 32                                     | 39                                     | uit                                    |

#### Nationale Hitparade
| Hitnotering: 16-08-1975 t/m 23-08-1975 | Hitnotering: 16-08-1975 t/m 23-08-1975 | Hitnotering: 16-08-1975 t/m 23-08-1975 | Hitnotering: 16-08-1975 t/m 23-08-1975 |
| Week                                   | 1                                      | 2                                      |                                        |
| -------------------------------------- | -------------------------------------- | -------------------------------------- | -------------------------------------- |
| Positie                                | 27                                     | 30                                     | uit                                    |